# (33681) Wamsley
1999 JV109 (asteroide 33681) é um asteroide da cintura principal. Possui uma excentricidade de 0.12077620 e uma inclinação de 2.25211º.
Este asteroide foi descoberto no dia 13 de maio de 1999 por LINEAR em Socorro.